# Stelletta dendyi
Stelletta dendyi är en svampdjursart som först beskrevs av William Johnson Sollas 1888.  Stelletta dendyi ingår i släktet Stelletta och familjen Ancorinidae. Inga underarter finns listade i Catalogue of Life.